# Куг

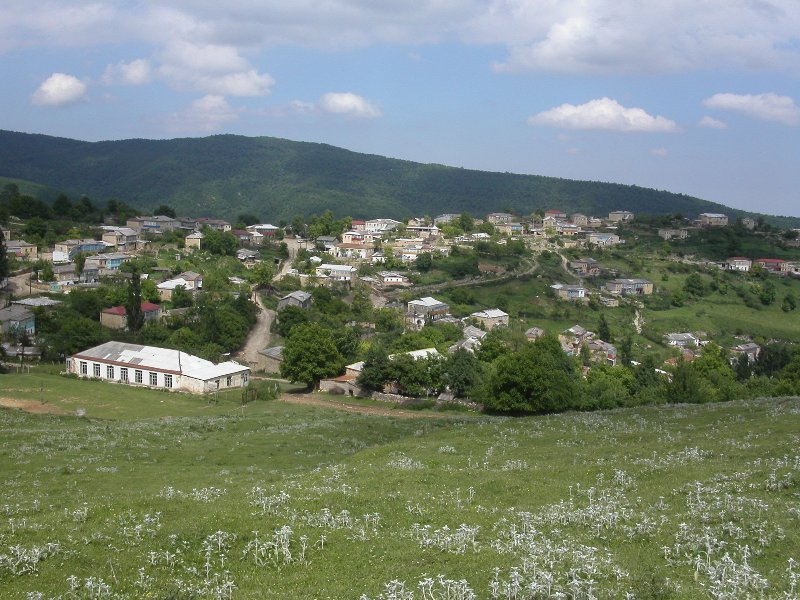
Село Куг

Куг (лезг. Хъукьвар) — село в Хивском районе Дагестана. Образует сельское поселение село Куг как единственный населённый пункт в его составе.

## География
Село находится между Кашкентом, Хивом, Яраком и Межгюлем, на высоте около 1200 м над уровнем мирового океана.

## Население
| 1895 | 1926 | 1939 | 1959 | 1970 | 1989 | 2002 |
| ---- | ---- | ---- | ---- | ---- | ---- | ---- |
| 611  | ↗696 | ↗823 | ↘708 | ↗965 | ↘722 | ↗794 |
| 2010 | 2012 | 2013 | 2014 | 2015 | 2016 | 2017 |
| ↗863 | ↘855 | ↘835 | ↗849 | ↘835 | ↘820 | ↗828 |
| 2018 | 2019 | 2020 | 2021 | 2023 | 2024 | 2025 |
| ↘819 | ↘801 | →801 | ↘793 | ↘776 | ↗778 | ↘772 |

## История
Согласно преданию, селение Куг было образовано из семи родов. Судя по сохранившемуся эпиграфическому материалу, Куг образовался из нескольких окрестных родовых поселений в конце XIII в., после известного монгольского похода Джебе и Субудая 1222 г. Действительно, вокруг села можно насчитать не менее 7 остатков поселений, в том числе с надмогильными памятниками. На двух из этих поселений, включая сел. Куг (в местечке Латар), а также поселение «Чӏуру хуьр» (букв.: «Разрушенное селение») в километре к востоку от Куга, зафиксированы следы саркофагообразных надмогильных стел, датируемых XI—XII вв. Историческая традиция связывает такие стелы, которые в большом количестве зафиксированы в Дербенте и военных поселениях вокруг него, со средневековыми мусульманскими газиями. Поселение «Чӏуру хуьр» в треугольнике Куг — Конциль — Межгюль закрывал ближайший к Карчагу горный проход.
В XV—XVI вв. Куг стал ареной войны и в смутные годы религиозных войн Сефевидов. Кстати, этот факт объясняет полное отсутствие в этом селении, как и в большинстве сел Дагестана, эпиграфики этого периода. Памятник «Шихардрар», расположенный в лесу, который считается священным, связан с именем Шейха Хайдара, сын Шейха Джунайда, который был шейхом Ардебиля в 1460—1488 гг., Утверждается, что он погиб в Табасаране. Шейх Хайдар был отцом Абу-л-Мозаффара Шаха Исмаила I, р.1487, шейха Ардебиля в 1497—1502 гг., шаханшаха Ирана в 1502—1524 гг., основоположника Сефевидской династии. Памятник находится на вершине скалы и почитается как святое место, прежде всего среди шиитов.

## Достопримечательности
Селение Куг известно не только своими многочисленными родниками (вода одного из родников одно время продавалась под торговой маркой Рычал-су), но и уникальным природным памятником, получившим название Эоловый город. Это комплекс пещер, растянувшийся на километры. В одной из пещер в течение всего лета хранится снег. Родник Муркӏа цин булах (букв.: «родник из ледяной воды») из-под этой пещеры, расположенный в том же «Священном лесу», является излюбленным местом отдыха кугцев.